# Теноциты
Теноциты — удлинённые клетки соединительной ткани, похожие на фибробласты (иногда определяются как фибробласты, специфичные для сухожилий). Цитоплазма этих клеток растянута между коллагеновыми волокнами сухожилия. Клеточное ядро с выраженным ядрышком находится в центре теноцита. Также у теноцитов хорошо развит шероховатый эндоплазматический ретикулум. Теноциты отвечают за синтез и обновление коллагеновых и эластических волокон сухожилий и основного вещества соединительной ткани.

## У беспозвоночных
У моллюсков теноциты формируют эпителиальный слой, связывающий раковину и мышцы. К примеру, у брюхоногих моллюсков  мышца-ретрактор связана с раковиной с помощью теноцитов. Мышечные клетки прикреплены к белкам коллагенового сухожильно-мышечного пространства с помощью полудесмосом. В свою очередь, белки сухожильно-мышечного пространства прикреплены к базальной поверхности теноцитов с помощью базальных полудесмосом. Апикальные полудесмосомы, находящиеся на поверхности микроворсинок теноцитов, соединяют теноциты с тонким слоем коллагена. Коллаген, в свою очередь, соединен с раковиной при помощи органических волокон, которые проложены внутри раковины. Теноциты моллюсков имеют цилиндрическую форму и содержат крупное базальное клеточное ядро. Цитоплазма наполнена шероховатым эндоплазматическим ретикулумом и цистернами аппарата Гольджи. Толстые пучки промежуточных филаментов проходят по всей длине клетки теноцита, соединяя базальные и апикальные полудесмосомы. У насекомых, в частности, у дрозофил, теноциты связывают мышцы с экзоскелетом.

## Использование в регенерационной медицине
На сегодняшний день фетальные теноциты широко применяются при заживлении сухожилий, в частности, при спортивных травмах. Доказано, что фетальные теноциты, являющиеся предшественниками обычных теноцитов, размножаются гораздо быстрее обычных и ускоряют метаболическую активность других зрелых клеток, тем самым, ускоряя регенерацию ткани в целом.
Активность теноцитов можно повысить с помощью тренировок.  Адекватные раздражения ткани сухожилий приводят к повышению активности теноцитов, следствием чего является повышение количества коллагеновых волокон и увеличение диаметра сухожилия.